# U 606
U 606 war ein Unterseeboot des Typs VII C, der wegen seiner Verwendbarkeit auch „Atlantikboot“ genannt wurde. Das Boot wurde von der deutschen Kriegsmarine während des U-Boot-Krieges im Europäischen Nordmeer und im Nordatlantik eingesetzt.

## Technische Daten
Die Hamburger Werft Blohm & Voss erhielt ab Kriegsbeginn Bauaufträge von der Kriegsmarine über mehrere U-Boot-Typen. Davon war der Typ VII C der meistgebaute deutsche U-Boot-Typ. Die Werft lieferte bis Kriegsende 144 Boote dieses Typs aus. Der sechste Auftrag der Kriegsmarine an die Blohm + Voss Werft umfasste neben U 606 insgesamt zehn Boote, alle vom Typ VII C. Ein U-Boot dieses Typs hatte eine Länge von 67 m und unter Wasser eine Verdrängung von 865 m³. Es wurde über Wasser von zwei Dieselmotoren angetrieben, die eine Geschwindigkeit von 17 kn erreichten. Unter Wasser gewährleisteten zwei Elektromotoren eine Höchstgeschwindigkeit von 7 kn. Die Artilleriebewaffnung dieser U-Bootklasse war uneinheitlich, aber alle Boote verfügten über vier Bugtorpedorohre und ein Hecktorpedorohr. Wie viele deutsche U-Boote seiner Zeit trug auch U 606 ein bootsspezifisches Zeichen am Turm. Es handelte sich um eine stilisierte Darstellung Großbritanniens mit einer Axt, die etwa auf Höhe Schottlands eine Kerbe schlägt. Daneben standen die Worte „Hack, Hack“.

## Einsatz und Geschichte
Nach der Indienststellung war U 606 bis August der 5. U-Flottille unterstellt, einer Ausbildungsflottille, die in Kiel stationiert war. Kommandant Oberleutnant zur See Hans Klatt unternahm in dieser Zeit Ausbildungsfahrten in der Ostsee zum Training der Besatzung und zum Einfahren des Bootes. Am 18. August 1942 verließ Kommandant Klatt mit dem Boot Kiel zu einer Überführungsfahrt nach Norwegen, wo das Boot einige Tage später eintraf. U 606 lief am 22. August 1942 aufgrund einer Erkrankung des Kommandanten, welcher in der Folge ersetzt werden musste, in Bergen ein, dem Stützpunkt der 11. U-Flottille, der das Boot am 1. September unterstellt wurde.

### Geleitzugschlachten

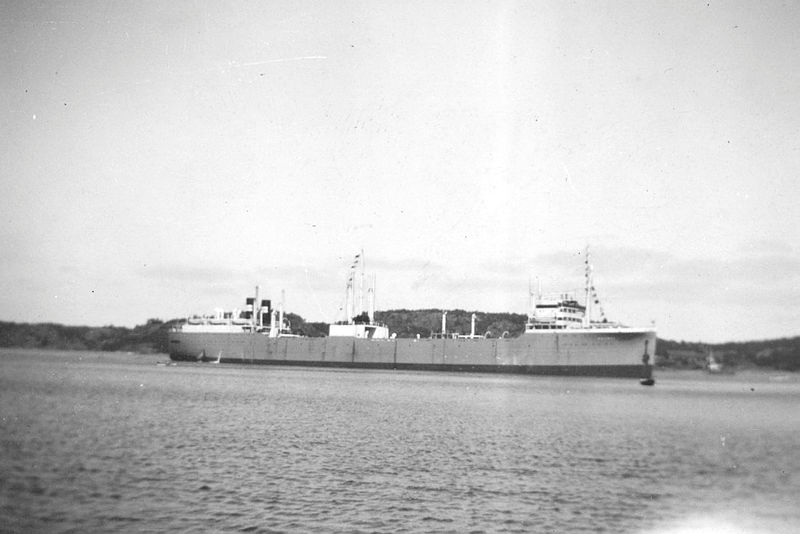
Das Walfabrikschiff Kosmos II wurde von U 606 in Brand geschossen

Von Bergen aus lief das Boot zu zwei Unternehmungen im Nordmeer und im Nordatlantik aus. Ende Oktober 1942 war U 606 an einem Angriff auf den Geleitzug HX 212 beteiligt. Dabei torpedierte Kommandant Heinz-Heinrich Döhler in den frühen Morgenstunden des 28. Oktober das norwegische Schiff Kosmos II, eine Walfabrik mit über 16000 BRT. Die Kosmos II geriet in Brand und wurde später von U 624 versenkt. Einige Stunden später versenkte Kommandant Döhler einen US-amerikanischen Tanker.
- 28. Oktober 1942 Tanker Gurney E. Newlin mit 8225 BRT durch Torpedo versenkt

Anfang Dezember erreichte U 606 Brest, den Stützpunkt der 9. U-Flottille, der das Boot seit November unterstellt war. Von hier aus lief  U 606 am 4. Januar 1943 zu seiner letzten Unternehmung aus. Im Februar gehörte U 606 zu der Gruppe von U-Booten, die den Geleitzug ON 166 angriffen. Zu diesem Zeitpunkt befand sich der Geleitzug im sogenannten gap, einer Region des Atlantiks, die nicht von den Flugzeugen der Alliierten erreicht werden konnte. Der Schutz von ON 166 oblag also allein den Geleitschiffen, die für zwei Tage die angreifenden U-Boote von weiteren Erfolgen abhalten konnten. Kommandant Döhler versenkte mit einem Fächerschuss zwei Schiffe und beschädigte ein weiteres.
- 22. Februar 1943 Dampfer Empire Redchank mit 6615 BRT durch Torpedo versenkt
- 22. Februar 1943 Dampfer Chattanooga City mit 5686 BRT durch Torpedo versenkt

### Versenkung

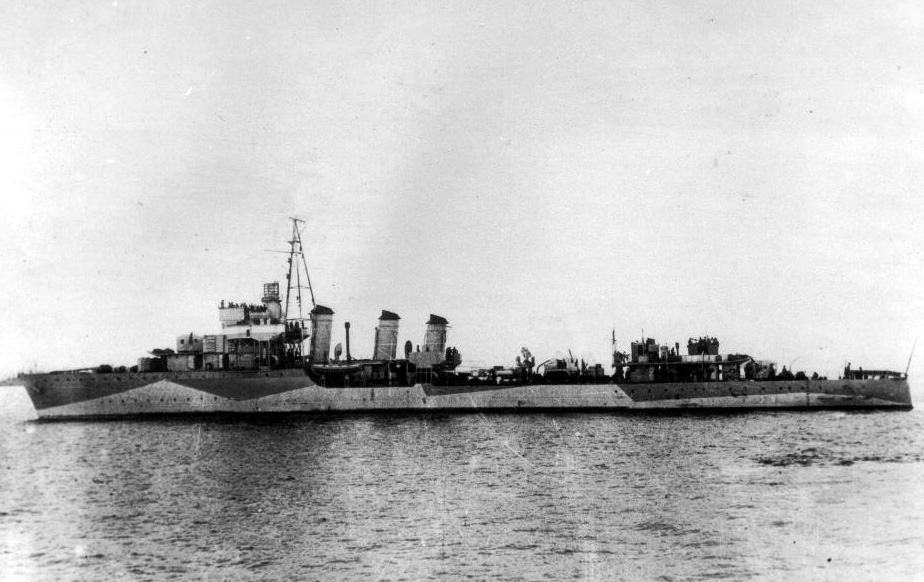
Die Burza war an der Versenkung von U 606 beteiligt

Infolge der Versenkungen, die Kommandant Döhler mit einem einzigen Angriff erzielt hatte, geriet eine große Wasserfläche in Brand, da eines der getroffenen Schiffe Flugzeugtreibstoff geladen hatte. Auf U 606 war man gerade dabei, das Abfeuern des Hecktorpedos vorzubereiten, als das Boot von zwei Schiffen des Geleitschutzes von ON 166 entdeckt wurde. Kommandant Döhler ließ das Boot auf 185 Meter abtauchen und wich dann für etwa sechs Stunden mehreren Wasserbombenangriffen des US-amerikanischen Küstenwachbootes Campbell und des polnischen Zerstörers Burza aus. In Folge der stundenlangen Wasserbombenverfolgung erhielt das Boot mehrere Schäden und wurde bis auf 236 Meter heruntergedrückt. Schließlich ließ Kommandant Döhler das Boot wieder auftauchen. U 606 war erheblich beschädigt, der Turm war zerstört und das Oberdeck aufgerissen, so dass der Druckkörper zu sehen war. Da das Seitenruder verklemmt war, lief das Boot nur noch im Kreis und der Kommandant entschied sich, ein SOS-Signal zu blinken, das von der Campbell aufgefangen wurde.
Deren Kommandant James A. Hirschfeld, der durch eine Unachtsamkeit seiner eigenen Artilleriebesatzung verletzt worden war, entschloss sich, auf das deutsche U-Boot zufahren zu lassen und es gleichzeitig mit Artillerie zu beschießen. Als die Campbell zwei auf geringe Tiefe eingestellte Wasserbomben warf, rammte sie das U-Boot versehentlich, wobei die Außenbordwand des Küstenfischkutters aufgerissen und der Maschinenraum geflutet wurde. Daraufhin nahm die Besatzung der Campbell mit Artillerie und Handfeuerwaffen die deutschen U-Bootleute unter Beschuss, wodurch Kommandant Döhler und ein Großteil der Besatzung von U 606 getötet wurden. Auf der Campbell verursachte das eingedrungene Wasser einen Ausfall der Elektrik, so dass die Scheinwerfer erloschen und schließlich beide Boote antriebslos nebeneinander in der schweren See trieben. Ein Boot der Campbell nahm fünf Überlebende auf. Von der Burza, die etwas später am U-Boot eintraf, wurden weitere sieben Mann gerettet. Diese hatten durch Öffnen der Ventile die Selbstversenkung von U 606 eingeleitet, bevor sie das Wrack verließen und zum polnischen Zerstörer schwammen. So überlebten zwölf Mann den Untergang des Bootes, einer davon der spätere Zahnarzt und Flottillenadmiral der Bundesmarine Werner Schünemann.

## Kommandanten
- Oberleutnant zur See Hans Klatt: von der Indienststellung im Januar 1942 bis Oktober 1942
  - Kapitänleutnant Dietrich von der Esch: im September 1942 in Vertretung, anschließend Kommandant von U 863
- Oberleutnant zur See Hans-Heinrich Döhler: von Oktober 1942 bis zum Untergang im Februar 1943 (†)